# Indian Wells Tennis Garden
L'Indian Wells Tennis Garden è un complesso tennistico situato a Indian Wells, una cittadina all'interno della Coachella Valley, in California, che ospita anche il torneo di tennis Indian Wells Open.

## Storia
Fu costruito nel 2000 con un costo di 77 milioni in dollari statunitensi. 
Durante la sua storia ha anche ospitato alcuni concerti, tra cui uno di Andrea Bocelli. L'11 ottobre 2008 i Denver Nuggets e i Phoenix Suns hanno giocato una partita nello stadio principale, la prima partita di NBA giocata in uno stadio all'aperto.
Nel 2009 il complesso è stato acquistato, assieme al torneo Indian Wells Open, dal fondatore della Oracle Corporation Larry Ellison.

## Descrizione
Sono presenti 29 campi da tennis: tra questi gli stadi principali si chiamano Stadium 1, che può ospitare 16.100 spettatori seduti, poi Stadium 2, che può ospitare 8.000 spettatori.